# Parti de l'indépendance nationale estonienne
Le Parti de l'indépendance nationale estonienne (en estonien : Eesti Rahvusliku Sõltumatuse Partei), communément abrégé ERSP, était un parti politique nationaliste fondé le 20 août 1988, dans ce qui était alors la RSS d'Estonie.
Les fondateurs du parti sont des dissidents nationalistes et anticommunistes. L'initiative de créer le Parti de l'indépendance nationale estonienne vient de Vello Väärtnõu, le chef d'un groupe des Frères bouddhistes estoniens. Le 30 janvier 1988, il organise une conférence de presse à Moscou pour les médias occidentaux où il annonce la formation du parti, visant à rétablir l'indépendance de la République estonienne en tant qu'État-nation sur le principe de la restitution. Cela fait de l'ERSP le mouvement le plus radical de son époque. Vaartnou et ses collègues bouddhistes sont expulsés de l'Union soviétique peu de temps après la conférence de presse et l'ERSP est officiellement fondée en août 1988 à Pilistvere.
Il s'agit du premier parti politique non communiste de l'Union soviétique. Le Parti de l'indépendance nationale représente l'aile radicale du mouvement indépendantiste estonien et utilise une rhétorique anticommuniste dure, contrairement au Front populaire qui coopère avec les communistes pro-réformes. Le parti obtient la majorité lors des élections de février 1990 du Congrès d'Estonie. Après l'indépendance de l'Estonie, l'ERSP fait partie du gouvernement de centre-droit de 1992 à 1995 et fusionne ensuite avec Pro Patria pour former l'Union de la patrie, un parti national-conservateur.